# Prion Island
Prion Island ist eine Insel in der Bay of Isles an der Nordküste Südgeorgiens. Sie liegt 2,5 km nordnordöstlich des Luck Point.
Der US-amerikanische Ornithologe Robert Cushman Murphy kartierte sie bei seiner Reise mit der Brigg Daisy (1912–1913). Murphy benannte die Insel nach dem Tribus Prion aus der Familie der Sturmvögel, zu dem Walvögel und der Blausturmvogel gehören, die auf dieser Insel brüten. Ein weiterer Brutvogel auf Prion Island ist der Wanderalbatros.